# Grenzwiesen Fürstenau und Fürstenauer Heide
Das Naturschutzgebiet Grenzwiesen Fürstenau und Fürstenauer Heide liegt auf dem Gebiet der Stadt Altenberg im Landkreis Sächsische Schweiz-Osterzgebirge in Sachsen.
Das aus drei Teilflächen bestehende Naturschutzgebiet erstreckt sich östlich von Zinnwald im Ortsteil Zinnwald-Georgenfeld der Stadt Altenberg und westlich, nördlich, östlich und südlich von Fürstenau, einem Ortsteil der Stadt Altenberg. Am südlichen Rand des Gebietes verläuft die Staatsgrenze zu Tschechien.

## Bedeutung
Das 507 ha große Gebiet mit der NSG-Nr. D 105 wurde im Jahr 2006 unter Naturschutz gestellt.